# Блокована валюта
Блокóвана вал́юта – іноземна валюта на рахунках у банках, використання якої заборонено або обмежено органами державної влади.
Валюта на рахунках іноземних банків, якою власники можуть користуватися лише з дозволу урядових органів країни, де ця валюта міститься. Прикладом блокóваної валюти є стерлінгові авуари колоній і домініонів Англії, блоковані на рахунках Англійського банку. Розблоковуючи ці вклади, англійський уряд примушує власників використовувати їх тільки в рамках стерлінгової зони. Англія, Франція, США застосували як санкцію за націоналізацію Суецького каналу (1956) блокування в своїх банках вкладів, що належали Єгипту.